# Ver sacrum (Давній Рим)
Ver sacrum («священна весна») — релігійний звичай у італіків, що увійшов потім і в практику давньоримської релігії.

## Міфологія й історія
У разі надзвичайних лих, що зазнавала держава, давалася обітниця богам (особливо Марсу або Юпітеру) принести їм у жертву все, що народиться наступної весни (з початку березня по кінець квітня): приплід худоби, а в давнину, за свідченням античних авторів, також дітей. У пізніші часи замість людських жертвоприношень молодь, яка досягла 20 або 21 року, символічно виганяли: прикривши обличчя, виводили за кордон Римської держави, після чого вигнані вирушали жити на нове місце; у деяких випадках вважалося, що їх веде саме божество чи його посланець. Багато колоній було засновано людьми, вигнаними таким чином. У давньоримських джерелах зафіксовано два випадки такої обітниці: після розгрому при Тразименському озері (217 до н. е.) і невдовзі після Другої Пунічної війни; в обох випадках жертва була обмежена приплодом свійських тварин.
Свято весни розпочиналося 15 березня (так звані Березневі іди), цього дня змовниками було вбито Гай Юлій Цезар. Звідси приказка: «Бійтеся березневих ід». Фраза «Ід березня бережись» (англ. Beware the ides of March) з п'єси Шекспіра "Юлій Цезар" (акт I, сцена 2) стала крилатою.

## Гіпотези
На думку І. Л. Маяк, вже при напівлегендарних Ромулі та Нумі Помпілії були заборонені людські жертвопринесення, хоча відмова від таких жертвоприношень могла мати місце і раніше. Маяк бачить у легенді про долю близнюків Ромула і Рема та підставі ними Риму прояв звичаю позбавлятися зайвого, непотрібного потомства та втілення ver sacrum. Відмову від принесення в жертву людей не можна пояснити, за античними авторами, просто пом'якшенням звичаїв. Це пом'якшення зумовлювалося глибинними економічними причинами, підйомом рівня виробництва.